# Erodium janszii
Erodium janszii är en näveväxtart som beskrevs av Alarcón, Aldasoro, C.Navarro och Carlos Aedo. Erodium janszii ingår i släktet skatnävor, och familjen näveväxter. Inga underarter finns listade i Catalogue of Life.